# 聖卡特琳修道院

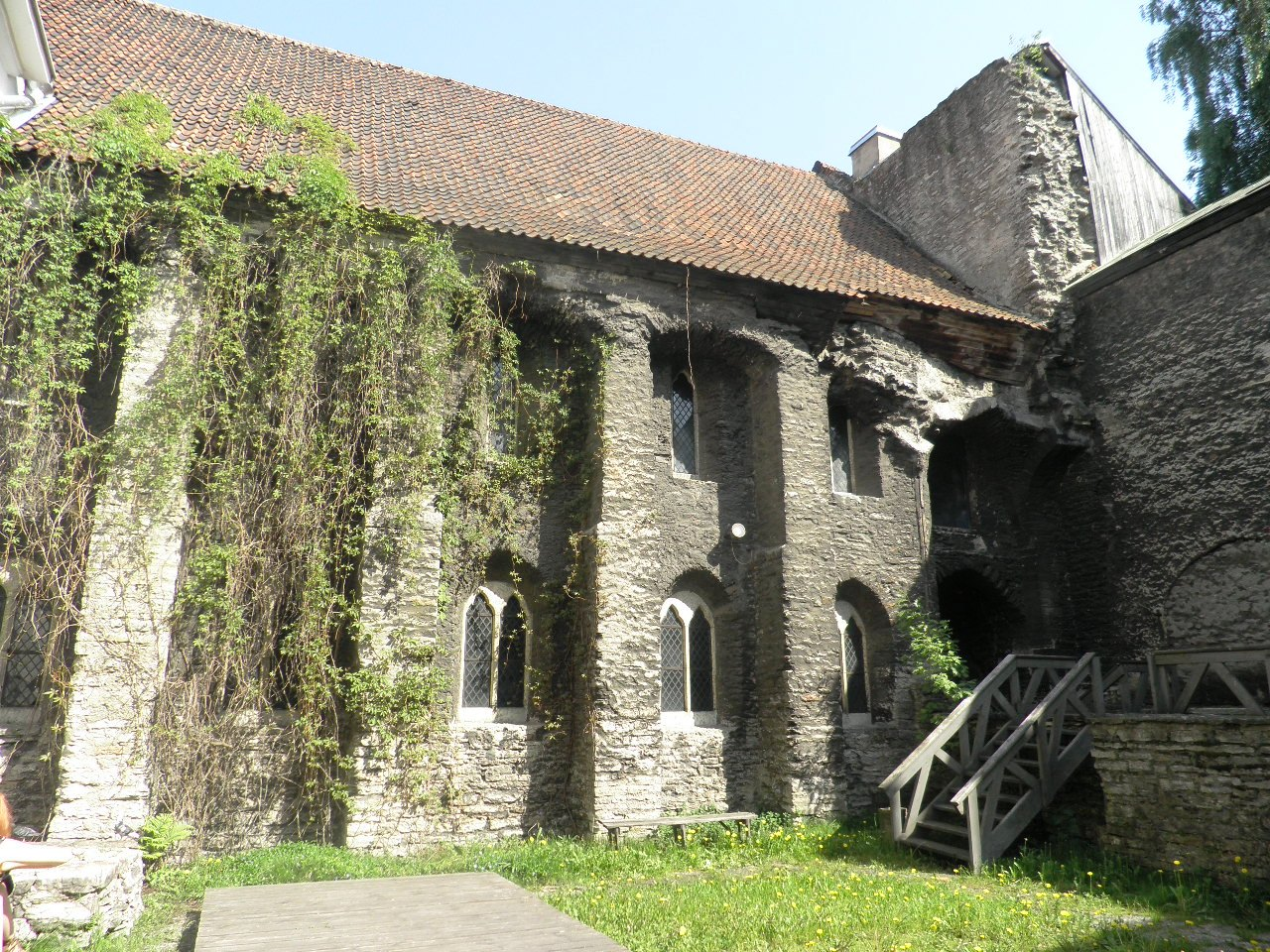
聖卡特琳修道院遺址

聖卡特琳修道院是位於愛沙尼亞首都塔林的一座修道院遺址，也是塔林歷史最悠久的建築之一。聖卡特琳修道院始建於11世紀。